# CHACO (AV女優)
CHACO（ちゃこ、1980年10月24日 - ）は、日本の元AV女優。
趣味:散歩、音楽鑑賞。特技:日舞、絵画。

## 略歴・人物
2004年12月にSODクリエイトの専属女優としてAVデビュー。
2005年10月に引退。

## 出演作品

### アダルトビデオ
- 脱アイドル!! CHACOのAV向上宣言 （2004年12月4日、SODクリエイト）　※デビュー作
- SODグループ10メーカーが2005年のテーマを撮りおろしました （2005年1月1日、SODクリエイト）…出演:夏目ナナ、そあら、みゆき真実、さいとう真央、橘真央 他
- 目指せ10万本!! セクハラOKアイドル営業 （2005年1月6日、SODクリエイト）
- CHACOの超高級ソープ嬢 （2005年2月4日、SODクリエイト）
- アイドル業界ウラ事情! （2005年3月4日、SODクリエイト）
- Lovely Lovely 18歳未満お断り♥CHACOのエロティックミュージックビデオ （2005年4月7日、SODクリエイト）
- CHACOと恋愛シテみませんか? 〜アナタが主役で恋愛体験〜 （2005年5月4日、SODクリエイト）
- CHACO率いる元アイドル軍団と紅白対抗ちょっとHな大運動会 （2005年6月4日、SODクリエイト）…共演:楓アイル、青山ちえり、里美りん
- アイドルザーメン VOL.11 （2005年7月7日、SODクリエイト）
- 痴漢地獄 （2005年8月4日、SODクリエイト）
- 睡眠薬監禁レイプ （2005年9月8日、ディープス）
- 借金肉地獄 陵辱母娘 （2005年10月6日、ヒビノ）…共演:岡由里子　※引退作
- CHACO 六時間 （2005年11月4日、SODクリエイト） ※総集編
- 美少女×ギリ2モザイク×アナル （2006年4月20日、SODクリエイト）…他出演:かすみ果穂、杉浦美由、さくらみいな、長澤つぐみ、夏目ナナ、瞳、森下くるみ　※総集編
- 淫魔面接 4 （2006年10月7日、アタッカーズ）